# Collège de Saussure
 (avril 2024).
Le Collège de Saussure, fondé en 1978, est un établissement scolaire de Suisse, de niveau post-obligatoire (école de maturité) faisant partie du degré secondaire II.
Il est nommé en hommage à Horace-Bénédict de Saussure.

## Description
Le collège de Saussure, nommé en hommage au physicien, géologue et naturaliste Horace-Bénédicte de Saussure, se situe sur le territoire de la commune de Lancy, dans le canton de Genève.
L’établissement, un collège public du degré secondaire II, propose une formation de quatre ans qui aboutit à l’obtention d’une maturité gymnasiale, également bilingue. Il comprend environ 150 professeurs et 1 000 élèves ainsi qu'une quinzaine de personnes travaillant dans l'administration et la technique (état en 2024).
Depuis 1980, le collège possède un chœur, constitué des élèves de l'option spécifique musique ainsi que de professeurs. Il s'est notamment produit au Victoria Hall. L'établissement dispose également d'un ciné-club.

## Affaires d'abus et de harcèlement sexuels
Selon une enquête de la Tribune de Genève publiée début novembre 2017, quatre anciennes élèves du doyen et enseignant de français Tariq Ramadan, alors âgées de 14 à 18 ans, déclarent avoir entretenu des relations intimes avec lui ou avoir été abusées dans les années 1980-1990. Une enquête montre que le directeur du collège de l’époque avait été informé de la situation au moment des faits mais n'avait pas donné suite. La conseillère d’état Anne Emery-Torracinta, chargée du département de l'instruction publique, de la culture et du sport, a annoncé l'ouverture d'une enquête.